# Parque Natural da Serra da Estrela
O Parque Natural da Serra da Estrela (PNSE) localiza-se no Centro Interior de Portugal, essencialmente no distrito da Guarda (85%) e também no distrito de Castelo Branco (15%). Marcado por maciços rochosos de granito, xisto e xistograuvaquicos e vestígios de antigos glaciares, a elevada altitude e localização do parque natural tornam-no um dos locais de Portugal continental com maior ocorrência de chuva, neve, granizo e orvalho.
A importância desta área faz com que seja Reserva Biogenética. Em 2000, foi designada uma área de 88 295 hectares como Sítio de interesse biológico e passou a integrar a Rede Natura 2000. Com valores naturais relevantes, incluindo algumas espécies de flora únicas no país, nos animais destaca-se o lobo (Canis lupus), o javali, a lontra, a raposa (Vulpes vulpes), a lagartixa-de-montanha (Lacerta monticola monticola), a geneta (Genetta genetta) e o coelho-bravo-europeu (Oryctolagus cuniculus) entre outros.
Entre as diversas atividades que tem para oferecer destacam-se os percursos pedestres assinalados e um centro de interpretação.
Nas atividades económicas é relevante a importância do queijo Serra da Estrela e da única estância de ski no país.
Serra da Estrela é uma zona de rara beleza paisagística com desníveis montanhosos impressionantes onde podemos viver intensamente o silêncio das alturas. E aproveitar esses momentos de comunhão com a natureza para observá-la, reparando na variedade da vegetação, nas aves ou nos rebanhos de ovelhas guiados por cães da raça a que a Serra deu nome.
Mas também podemos seguir o curso dos grandes rios portugueses desde as suas nascentes – o Mondego no Mondeguinho, o Zêzere no Covão de Ametade e o Alva no Vale do Rossim são locais deslumbrantes. Ou apreciar os vales glaciares de Loriga, Manteigas, ou o Covão do Urso e o Covão Grande. Nos meses mais quentes, a melhor sugestão será decerto a Rota das 25 lagoas que nos guia por espaços refrescantes.
Já com o tempo frio, a Serra da Estrela é o único sítio em Portugal onde podemos praticar ski na neve, bem como andar de trenó, de snowboard ou de motoski. Existem diversas pistas na Estância de Ski da Serra da Estrela com infraestruturas de apoio, e ainda encontramos pistas de neve sintética para usufruir em qualquer época do ano.
Este parque natural é excelente para passeios pedestres, a cavalo ou em bicicleta. Existem cerca de 375 quilómetros de trilhos marcados no terreno, com vários níveis de dificuldade, pelo que decerto haverá algum adequado às nossas condições físicas. E quem já não sonhou voar como um pássaro? Podemos experimentar essa sensação num parapente em Linhares da Beira sobrevoando esta aldeia histórica, que também é obrigatório explorar pelo próprio pé.

## Altimetria das sedes de concelho da Serra (ordenadas por altitude média)
| Ranking | Sede de Concelho  | altitude mínima | altitude máxima | altitude média | Distrito  |
| ------- | ----------------- | --------------- | --------------- | -------------- | --------- |
| 1º      | Guarda            | 860 m           | 1056 m          | 960 m          | Guarda    |
| 2º      | Manteigas         | 680 m           | 900 m           | 790 m          | Guarda    |
| 3º      | Gouveia           | 650 m           | 750 m           | 700 m          | Guarda    |
| 4º      | Covilhã           | 400 m           | 814 m           | 600 m          | C. Branco |
| 5º      | Seia              | 400 m           | 650 m           | 525 m          | Guarda    |
| 6º      | Celorico da Beira | 450 m           | 550 m           | 505 m          | Guarda    |

## Fauna
- Freirinha-comum
- Freirinha-alpina
- Chasco-cinzento
- Chasco-ruivo (Oenanthe hispanica)
- Gralha-de-bico-vermelho

- Cotovia-pequena
- Cartaxo-comum (Saxicola torquata)
- Guarda-rios-comum (Alcedo atthis)

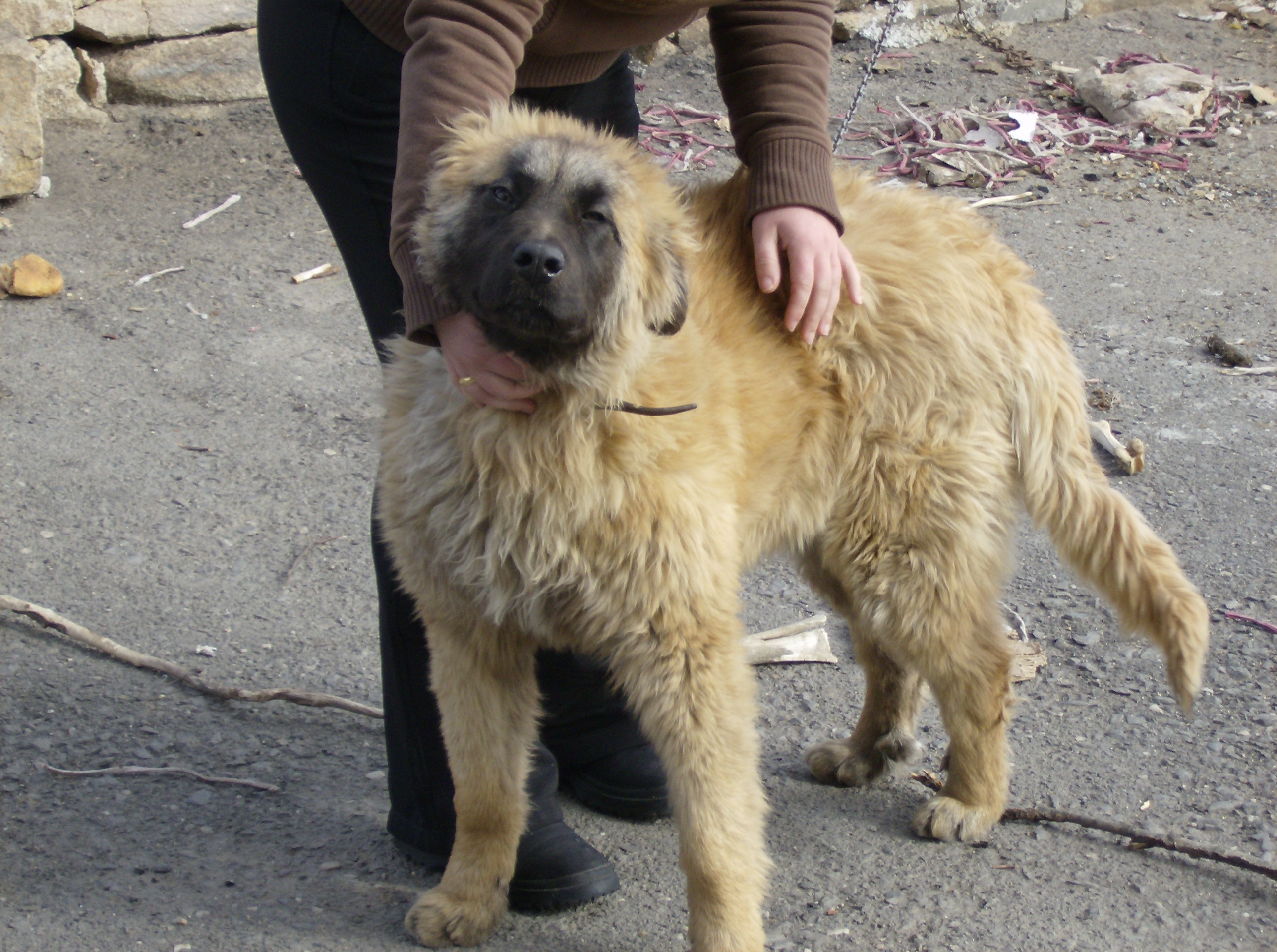
Cão da Serra da Estrela

- Alvéola-cinzenta (Motacilla cinerea)
- Cão da Serra da Estrela

## Flora
- Cervum (Nardus stricta)
- Erica (Erica aragonensis)
- Sargaço (Halimium ocymoides)
- Giesta (Startium junceum)
- Junco (Juncus effusus)
- Cardo (Silybum marianum)
- Serradela (Ornithopus compressus)
- Feto (Pteridium aquilinum)
- Orvalhinha (Drosera rotundifolia)

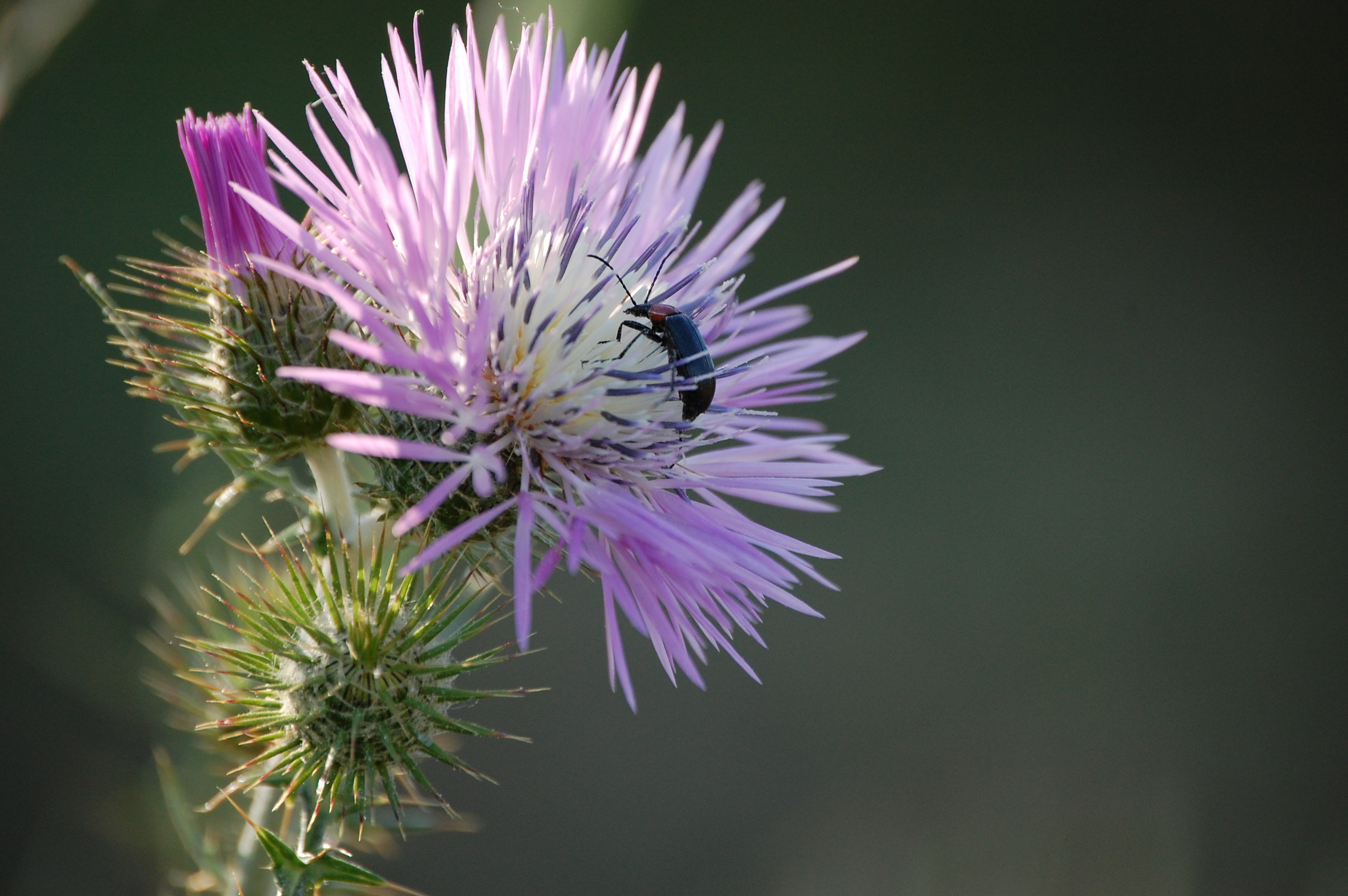
Flor de um Cardo.

- Caldoneira (Echinospartum ibericum)

## Estatuto legal e conservação
- A 16 de Julho de 1976 é criado o Parque Natural da Serra da Estrela, através do Decreto-Lei n.º 557/76
- A 20 de Novembro de 1997 são redefinidos os limites do Parque, através do Decreto Regulamentar n.º 50/97
- A 7 de Julho de 2000 é criado o Sítio "Serra da Estrela", proposto para integrar a rede Natura 2000, através da Resolução do Conselho de Ministros n.º 76/00
- A área do "Planalto Central da Serra da Estrela" é integrada na Rede de Reservas Biogenéticas do Conselho da Europa
- Em 2010 é feito um trabalho para falar sobre várias actividades pertencentes ao parque [1]